# Список кандидатов в президенты США от Демократической партии
Ниже приведён список кандидатов на пост Президента и Вице-президента США от Демократической партии.

## Список
| Выборы | Кандидаты в Президенты    | Кандидаты в Вице-президенты     | Результат |
| ------ | ------------------------- | ------------------------------- | --------- |
| 1828   | Джексон, Эндрю            | Кэлхун, Джон Колдвелл           | Победа    |
| 1832   | Джексон, Эндрю            | Ван Бюрен, Мартин               | Победа    |
| 1836   | Ван Бюрен, Мартин         | Джонсон, Ричард Ментор          | Победа    |
| 1840   | Ван Бюрен, Мартин         | Джонсон, Ричард Ментор          | Поражение |
| 1844   | Полк, Джеймс Нокс         | Даллас, Джордж                  | Победа    |
| 1848   | Касс, Льюис               | Батлер, Уильям                  | Поражение |
| 1852   | Пирс, Франклин            | Кинг, Уильям Руфус              | Победа    |
| 1856   | Бьюкенен, Джеймс          | Брекинридж, Джон Кабелл         | Победа    |
| 1860   | Дуглас, Стивен            | Джонсон, Хершель                | Поражение |
| 1864   | Макклеллан, Джордж        | Пендлтон, Джордж Хант           | Поражение |
| 1868   | Сеймур, Горацио           | Блэр, Фрэнсис Престон (младший) | Поражение |
| 1872   | Грили, Хорас              | Браун, Бенджамин                | Поражение |
| 1876   | Тилден, Сэмюэл            | Хендрикс, Томас Эндрюс          | Поражение |
| 1880   | Хэнкок, Уинфилд Скотт     | Инглиш, Уильям                  | Поражение |
| 1884   | Кливленд, Гровер          | Хендрикс, Томас Эндрюс          | Победа    |
| 1888   | Кливленд, Гровер          | Трумэн, Аллен                   | Поражение |
| 1892   | Кливленд, Гровер          | Стивенсон, Эдлай Эвинг I        | Победа    |
| 1896   | Брайан, Уильям Дженнингс  | Сьюлл, Артур                    | Поражение |
| 1900   | Брайан, Уильям Дженнингс  | Стивенсон, Эдлай Эвинг I        | Поражение |
| 1904   | Паркер, Элтон Брукс       | Дэвис, Генри                    | Поражение |
| 1908   | Брайан, Уильям Дженнингс  | Керн, Джон                      | Поражение |
| 1912   | Вильсон, Вудро            | Маршалл, Томас Райли            | Победа    |
| 1916   | Вильсон, Вудро            | Маршалл, Томас Райли            | Победа    |
| 1920   | Кокс, Джеймс Миддлтон     | Рузвельт, Франклин Делано       | Поражение |
| 1924   | Дэвис, Джон Уильям        | Брайан, Чарльз                  | Поражение |
| 1928   | Смит, Альфред             | Робинсон, Джозеф Тейлор         | Поражение |
| 1932   | Рузвельт, Франклин Делано | Гарнер, Джон Нэнс               | Победа    |
| 1936   | Рузвельт, Франклин Делано | Гарнер, Джон Нэнс               | Победа    |
| 1940   | Рузвельт, Франклин Делано | Уоллес, Генри Эгард             | Победа    |
| 1944   | Рузвельт, Франклин Делано | Трумэн, Гарри                   | Победа    |
| 1948   | Трумэн, Гарри             | Баркли, Олбен Уильям            | Победа    |
| 1952   | Стивенсон, Эдлай II       | Спаркман, Джон                  | Поражение |
| 1956   | Стивенсон, Эдлай II       | Кефауер, Эстис                  | Поражение |
| 1960   | Кеннеди, Джон Фицджералд  | Джонсон, Линдон                 | Победа    |
| 1964   | Джонсон, Линдон           | Хамфри, Хьюберт                 | Победа    |
| 1968   | Хамфри, Хьюберт           | Маски, Эдмунд                   | Поражение |
| 1972   | Макговерн, Джордж         | Шрайвер, Сарджент               | Поражение |
| 1976   | Картер, Джеймс            | Мондейл, Уолтер                 | Победа    |
| 1980   | Картер, Джеймс            | Мондейл, Уолтер                 | Поражение |
| 1984   | Мондейл, Уолтер           | Ферраро, Джеральдин             | Поражение |
| 1988   | Дукакис, Майкл            | Бентсен, Ллойд Миллард          | Поражение |
| 1992   | Клинтон, Билл             | Гор, Альберт                    | Победа    |
| 1996   | Клинтон, Билл             | Гор, Альберт                    | Победа    |
| 2000   | Гор, Альберт              | Либерман, Джозеф                | Поражение |
| 2004   | Керри, Джон               | Эдвардс, Джон                   | Поражение |
| 2008   | Обама, Барак              | Байден, Джо                     | Победа    |
| 2012   | Обама, Барак              | Байден, Джо                     | Победа    |
| 2016   | Клинтон, Хилари           | Кейн, Тим (политик)             | Поражение |
| 2020   | Байден, Джо               | Харрис, Камала                  | Победа    |
| 2024   | Харрис, Камала            | Уолз, Тим                       | Поражение |

## Династии
- Кандидат в Президенты США Уильям Брайан в 1896, 1900 и годах 1908 был братом кандидата в вице-президенты США 1924 года Чарльз Брайан.
- Кандидат в Вице-президенты США Эдлай Стивенсон I на выборах 1892 и 1900 был дедом кандидата в Президенты США 1952 и 1956 годов Эдлая Стивенсона II.

## Статистика
Баллотировались больше двух раз на пост президента:
- Гровер Кливленд (1884, 1888, 1892)
- Уильям Брайан (1896, 1900, 1908)
- Франклин Рузвельт (1932, 1936, 1940, 1944)

Баллотировались больше друх раз на пост президента и вице-президента:
- Мартин Ван Бюрен (1832 как вице-президент), 1836 и 1840 как президент)
- Гровер Кливленд (1884, 1888 и 1892, все три раза как президент)
- Уильям Брайан (1896, 1900, 1908, все три раза как президент)
- Франклин Рузвельт (1920 как вице-президент, 1932, 1936, 1940 и 1944 как президент)
- Уолтер Мондейл (1976 и 1980 как вице-президент, 1984 как президент)
- Альберт Гор (1992 и 1996 как вице-президент, 2000 как президент)
- Джозеф Байден (2008 и 2012 как вице-президент, 2020 как президент)

Избирались на два и более сроков президентами:
- Эндрю Джексон (1828 и 1832)
- Гровер Кливленд (1884 и 1892)
- Вудро Вильсон (1912 и 1916)
- Франклин Рузвельт (1932, 1936, 1940 и 1944)
- Билл Клинтон (1992 и 1996)
- Барак Обама (2008 и 2012)

Избирались на два срока вице-президентами:
- Томас Маршалл (1912 и 1916)
- Джон Гарнер (1932 и 1936)
- Альберт Гор (1992 и 1996)
- Джозеф Байден (2008 и 2012)

## Интересные факты
Три раза от Демократической партии на пост вице-президента выдвигались люди с фамилией Джонсон (1836 и 1840 Ричард Ментор Джонсон), (1860 Хершель Джонсон) и (1960 Линдон Джонсон), кроме того в 1860 году напарником республиканца Линкольна был демократ Эндрю Джонсон (оба выдвигались от Национального союза).